# Redlands (Colorado)
Redlands es un lugar designado por el censo ubicado en el condado de Mesa en el estado estadounidense de Colorado. En el Censo de 2010 tenía una población de 8.685 habitantes y una densidad poblacional de 240,72 personas por km².

## Geografía
Redlands se encuentra ubicado en las coordenadas 39°5′6″N 108°39′24″O / 39.08500, -108.65667. Según la Oficina del Censo de los Estados Unidos, Redlands tiene una superficie total de 36.08 km², de la cual 34.65 km² corresponden a tierra firme y (3.95%) 1.42 km² es agua.

## Demografía
Según el censo de 2010, había 8.685 personas residiendo en Redlands. La densidad de población era de 240,72 hab./km². De los 8.685 habitantes, Redlands estaba compuesto por el 95.07% blancos, el 0.13% eran afroamericanos, el 0.37% eran amerindios, el 0.77% eran asiáticos, el 0.09% eran isleños del Pacífico, el 1.88% eran de otras razas y el 1.69% pertenecían a dos o más razas. Del total de la población el 6.36% eran hispanos o latinos de cualquier raza.